# Artur Kraut
Artur Kraut (* 21. Februar 1920 in Bremen; † 15. Dezember 2011 in Bremen) war ein deutscher Verwaltungsbeamter und Politiker (CDU) und war Mitglied der Bremischen Bürgerschaft.

## Biografie

### Beruf und Familie
Nach Abitur im Frühjahr 1939 war er von April d. J.– August 1942 im Reichsarbeitsdienst und Soldat; er wurde nach schwerer Verwundung entlassen. Er studierte ab April 1943 Rechtswissenschaften. Nach Kriegsende Fortsetzung des Jurastudiums und Referendariat, 1950 zweite juristische Staatsprüfung und Eintritt in den bremischen Verwaltungsdienst.
Von 1958 bis 1964 war er Leiter des Verteidigungslastenamtes, dann Referatsleiter und Regierungsdirektor bei der Oberfinanzdirektion in Bremen bis 1983/85.

Kraut war verheiratet und hatte einen Sohn. Der Germanist Philip Kraut ist sein Enkel.

### Politik
Er war von 1933 bis 1939 in der Hitlerjugend und dort 1938/39 Rottenführer. Er trat zum 1. September 1939 der NSDAP (Mitgliedsnummer 7.192.228) und Juli 1943 dem Nationalsozialistischen Deutschen Studentenbund bei.
Im  April 1948 aufgrund der Jugendamnestie als „nicht betroffen“ entnazifiziert.
Er war Mitglied der CDU, im CDU-Bezirksverband Ostertor 1966/68 Vorsitzender und im CDU-Kreisverband Bremen im Vorstand.
Von 1963 bis 1967 war er Mitglied der 6. Bremischen Bürgerschaft und Mitglied verschiedener Deputationen, u. a. für die Finanzen und für Leibesübung (stellv. Sprecher) sowie im nichtständigen Ausschuss zur Änderung der Landesverfassung. Er war sportpolitischer Sprecher der CDU.